# Giovanni Lapentti
Giovanni Carlos Lapentti (ur. 25 stycznia 1983 w Guayaquil) – ekwadorski tenisista, zwycięzca juniorskiego turnieju deblowego na kortach Wimbledonu w 2001 w parze z Frankiem Dancevicem, reprezentant Ekwadoru w Pucharze Davisa.
Jest bratem innego zawodowego tenisisty, Nicolása Lapenttiego.

## Kariera tenisowa
Zawodowym tenisistą był w latach 2002–2017.
Od 1998 reprezentował Ekwador w Pucharze Davisa osiągając bilans 19 zwycięstw i 28 porażek.
Lapentti przeszedł na zawodowstwo w 2002, ale swój pierwszy mecz w tourze rozegrał w 2003 podczas turnieju w Scottsdale w Arizonie. W pierwszej rundzie pokonał Paradorna Srichaphana 7:6(2), 6:2, a w drugim pojedynku uległ Hiszpanowi Davidowi Sanchezowi.
W 2003 wystartował jeszcze w Rzymie i French Open. W obydwu przypadkach przegrywał w pierwszej rundzie. Podczas French Open remisował 2:2 w setach z Tommym Robredem, ale musiał zrezygnować z dalszej walki z powodu kontuzji, która wykluczyła go z rozgrywek aż do 2004.
Lapentti nie wygrał żadnego pojedynku w tourze w 2004 chociaż startował m.in. w Buenos Aires, Meksyku oraz Indian Wells.
W 2005 osiągnął lepsze rezultaty – drugie rundy w Waszyngtonie (przegrał z Roddickiem) i Newport, trzecią rundę w Indianapolis (porażka z Paulem Goldsteinem) i Scottsdale.
W 2006 wygrał jeden mecz w tourze pokonując w pierwszej rundzie w Estoril Michała Przysiężnego 6:7(3), 6:4, 6:4.
Największym osiągnięciem od 2007 są zwycięstwa w cyklu ATP Challenger Tour w Quito i Mancie w 2008. Łącznie wygrał 8 turniejów kategorii Challenger w singlu i 6 w deblu.
W 2009 wystartował w wielkoszlemowym US Open, do którego awansował po przejściu trzech rund eliminacji, ale w meczu pierwszej rundy uległ w pięciu setach Simonowi Greulowi.

## Życie prywatne
Rodzice Giovanniego Lapenttiego to Nicolas (polityk i były zawodnik drużyny koszykarskiej college'u St. Thomas w Minnesocie) oraz Maria-Cecilia. Ojcem chrzestnym Lapenttiego jest kuzyn jego matki i były tenisista Andrés Gómez. Poza tenisem lubi uprawiać koszykówkę i piłkę nożną oraz grać na PlayStation. Jego idolami za młodu byli Patrick Rafter i Michael Jordan. Mówi po hiszpańsku, portugalsku i angielsku.